# Micropora
Micropora es un género monotípico de plantas con flores perteneciente a la familia Lauraceae. Su única especie: Micropora curtisii Hook.f., es originaria de la Isla Jurong . El género fue descrito por Joseph Dalton Hooker y publicado en Hooker's Icones Plantarum 16: t. 1547 en el año 1886.